# أرت دوناهو (سياسي)
أرت دوناهو هو سياسي كندي، ولد في 7 أبريل 1940 في هاليفاكس في كندا. نشط حزبياً في جمعية المحافظين التقدمية لنوفا سكوشا. وقد انتخب عضو مجلس نواب نوفا سكوشا ‏.